# Gardegan-et-Tourtirac
Gardegan-et-Tourtirac település Franciaországban, Gironde megyében. Lakosainak száma 277 fő (2022. január 1.). Gardegan-et-Tourtirac Les Salles-de-Castillon, Saint-Michel-de-Montaigne, Belvès-de-Castillon, Saint-Genès-de-Castillon, Saint-Philippe-d’Aiguille és Sainte-Colombe községekkel határos.

## Népesség
A település népességének változása:
| Lakosok száma | 262  | 240  | 295  | 301  | 302  | 288  | 281  | 280  | 279  | 277  |
|               | 1968 | 1982 | 1990 | 2006 | 2013 | 2015 | 2017 | 2019 | 2020 | 2022 |